# Earle Hesse Kennard
Earle Hesse Kennard (* 2. August 1885 in Columbus (Ohio); † 31. Januar 1968 in Claremont (Kalifornien)) war ein US-amerikanischer theoretischer Physiker. Er war Professor an der Cornell University.
Kennard studierte am Pomona College (B. A. 1907) und als Rhodes Scholar der Universität Oxford (B. S. 1911). 1913 wurde er an der Cornell University promoviert (Ph. D.), an der er bis auf eine kurze Periode 1914 bis 1916 als Instructor an der University of Minnesota blieb und 1926 Professor für Physik wurde, was er bis 1946 blieb. 1926 war er in einem Sabbatjahr an der Universität Göttingen, wo er von Werner Heisenberg und Pascual Jordan die gerade entstandene Quantenmechanik kennenlernte. Auch Kennard selbst verfasste in dieser Zeit einige wichtige Aufsätze zur Quantenmechanik, unter anderem zur Heisenbergschen Unschärferelation.
Er war ab 1941 Berater der Versuchsanstalt David Taylor Model Basin (DTMB) der US Navy, leitete dort 1946 bis 1949 das Labor für Hydromechanik und 1950 bis 1957 das für Strukturmechanik. 1957 bis zu seinem Ruhestand 1960 war er wissenschaftlicher Berater des Direktors und arbeitete auch danach weiter als Berater auf Kontraktbasis. Er befasste sich mit Hydrodynamik und Vibrationen von Schiffen und Unterwasserexplosionen.
Er betreute die Neuauflagen des Physik-Lehrbuchs von F. K. Richtmyer (3. Auflage 1942 bis 5. Auflage 1955).

## Schriften
- Kinetic theory of gases, McGraw Hill 1938
- mit Floyd Karker Richtmyer, J. N. Cooper Introduction to modern Physics, 6. Auflage, McGraw Hill 1969 (zuerst von Richtmyer 1928, ab 1934 war Kennard Ko-Autor)